# António Marinho e Pinto
António de Sousa Marinho e Pinto (ur. 10 września 1950 w Amarante) – portugalski prawnik, adwokat, nauczyciel akademicki, przewodniczący Adwokatury Portugalskiej (2008–2013), poseł do Parlamentu Europejskiego VIII kadencji.

## Życiorys
Ukończył prawo na Uniwersytecie w Coimbrze, podejmując praktykę w zawodzie adwokata. Brał udział w protestach studenckich, w związku z czym został zatrzymany przez funkcjonariuszy tajnej policji politycznej PIDE i przez pewien czas aresztowany. Działał również w portugalskiej sekcji Amnesty International. Pracował jako dziennikarz, był m.in. członkiem władz organizacji branżowej skupiającej dziennikarzy i członkiem redakcji „Expresso”. Pracował również jako urzędnik rządowy w administracji Makau. Zajął się także działalnością akademicką jako wykładowca na uczelniach w Aveiro i Coimbrze. Pełnił różne funkcje w samorządzie adwokackim, w 2007 został wybrany na przewodniczącego Adwokatury Portugalskiej (od 2008). Funkcję tę pełnił przez dwie kadencje do 2013.
António Marinho e Pinto zyskał popularność różnymi kontrowersyjnymi wywiadami, w których krytykował rządzących, sędziów, policję czy polityków. W wyborach europejskich w 2014 António Marinho e Pinto został liderem listy wyborczej pozaparlamentarnej prawicowo-ekologicznej Partii Ziemi, uzyskując mandat eurodeputowanego VIII kadencji. Jeszcze w tym samym roku założył nowe ugrupowanie pod nazwą Partido Democrático Republicano.